# Бокий, Глеб Иванович
Гле́б Ива́нович Бо́кий (21 июня [3 июля] 1879, Тифлис — 15 ноября 1937, Москва) — русский революционер, деятель советских органов государственной безопасности, один из первых сотрудников ВЧК, председатель Петроградской ЧК в период начала «красного террора» и его организатор, комиссар государственной безопасности 3-го ранга (1935). В 1921—1937 годах возглавлял Спецотдел ВЧК — ОГПУ — НКВД, позже переименованный в 9-й отдел ГУГБ НКВД СССР — криптоаналитическое подразделение, занимавшееся защитой секретной информации и ведавшее вопросами шифрования и дешифрования сообщений.
Помимо работы в ВЧК — ОГПУ — НКВД, Бокий был известен как куратор Соловецкого лагеря особого назначения (СЛОН). Биографы отмечали также его склонность к мистике и оккультизму, которая усилилась после знакомства с писателем и мистиком Александром Барченко. Вследствие этого в дальнейшем Глебу Бокию и Спецотделу ВЧК приписывалось проведение неких исследований в области паранормальных явлений (документальных подтверждений проведения подобных исследований нет). Бокий был арестован 16 мая 1937 года по ложному обвинению в контрреволюционной деятельности, а 15 ноября того же года приговорён Особой тройкой НКВД в «особом порядке» к высшей мере наказания и расстрелян в тот же день. Посмертно реабилитирован 27 июня 1956 года.

## Ранние годы
Глеб Иванович Бокий родился 21 июня (3 июля) 1879 года в Тифлисе в дворянской семье действительного статского советника, учителя, автора учебника «Основания химии» И. Д. Бокия. Его предок — Фёдор Бокий-Печихвостский, владимирский подкоморий в Литве, который упоминается в переписке Ивана Грозного с Андреем Курбским. Прадедом Глеба Бокия был известный русский математик Михаил Васильевич Остроградский (1801—1861). Брат Борис — учёный в области горного дела, основоположник аналитических методов проектирования рудников и шахт; сестра Наталья — историк, преподавала в Сорбонне. Согласно свидетельству Ал. Алтаева, Бокий считал себя «по происхождению украинцем», а на студенческих вечеринках появлялся в украинском национальном костюме, «одетый в смушковую шапку и серую свитку, из-под которой выглядывала искусно расшитая руками друживших с ним курсисток рубашка и красный с пёстрыми концами кушак».

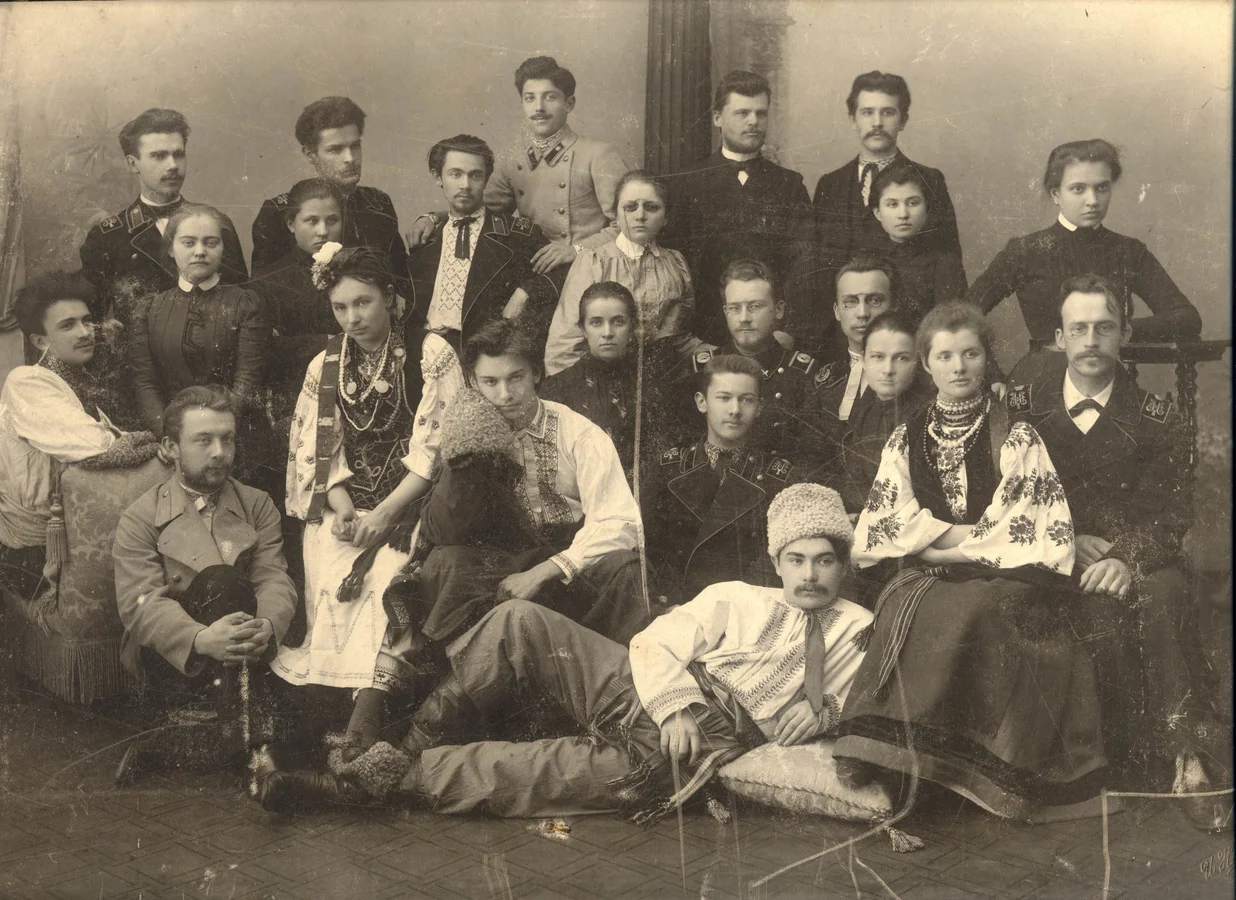
Украинская студенческая громада в Санкт-Петербурге, начало 1900-х годов. Глеб Бокий во втором ряду держит в руке смушевую шапку

В 1896 году, после окончания реального училища в городе Изюме, Глеб по стопам старшего брата поступил в Горный институт имени императрицы Екатерины II в Петербурге, однако не окончил его. Был главой «Украинской петербургской громады», участвовал в деятельности студенческих земляческих и революционных кружков. Ещё в реальном училище он подружился с Александром Мироновым, который говорил о нём следующее:

Глеб был очень властный, властный и жестокий. Ненавидя учителей-реакционеров, он им устраивал разные каверзы, был заводиловкой в устройстве «бенефисов» этим учителям. Но зато этот озорник был несокрушимой скалой, когда его допрашивали, и горой стоял за товарищество… Он первый притащит, бывало, в узилище запрещённые книги, первый выскажет инспектору и учителю недовольство класса каким-нибудь распоряжением начальства, первый скажет дерзость, смелую, за которую рискует карцером или исключением.

В 1897 году Глеб вступил в Петербургский «Союз борьбы за освобождение рабочего класса», где был партийным организатором и пропагандистом. Тогда же он сдружился с Владимиром Лениным. Во время учёбы в 1898 году старший брат пригласил его и Наталью на студенческую демонстрацию. После столкновения с полицией все трое были арестованы, а Глеб был избит. По ходатайству отца детей освободили, но больное сердце Ивана Дмитриевича не выдержало, и он скончался. После этого Борис решительно отошёл от политики, а Глеб стал профессиональным революционером. Также Бокий прославился тем, что вместе со студентами-забастовщиками решил сорвать экзамен, разлив в аудитории жидкость с крайне отвратительным запахом (меркаптан), за что получил от некоторых учащихся презрительное прозвище «скунс».
В юности Бокий работал гидротехником и горным инженером, а также неоднократно участвовал в экспедициях в отдалённых районах Казахстана и Сибири: согласно Татьяне Соболевой, в 1901 году Бокий участвовал в экспедиции генерала Жилинского в бассейн реки Чу в районе Петропавловска-Акмолинского. Увлекаясь археологией, он собрал средства на экспедицию, целью которой были поиски трона Чингисхана, а также принял участие в экспедиции по изучению Кунигутской пещеры под Ташкентом, где обнаружил огромный камень с таинственными записями древних племён. Также, со слов Бокия, во время путешествия в Киргизские степи его со спутниками приняли по ошибке за царских чиновников, и Бокий только чудом спас группу благодаря своей смекалке. Он согнал отару овец, после чего «устроил что-то вроде знамени», сделал пару выстрелов и двинулся вперёд. Перепуганные овцы заметались, из-за чего поднялась пыль: бунтовщики разбежались, решив, что за клубами этой пыли скрывался большой карательный отряд.

## Революционное подполье
С 1897 по 1917 годы Бокий был одним из руководителей петербургского большевистского подполья. Он занимал должность секретаря Петроградского комитета партии большевиков, штаб которого размещался во дворце Кшесинской, и неоднократно давал по телефону распоряжения в редакцию газеты «Правда». В годы своей революционной деятельности познакомился с Маргаритой Ямщиковой (псевдоним Ал. Алтаев), которая занималась доработкой писем для революционной газеты «Солдатская правда» (позже стала её секретарём). Использовал такие партийные псевдонимы, как Кузьма, Дядя и Максим Иванович. С 1900 года — член РСДРП. 9 августа 1901 года был арестован на шахтах Криворожского общества железных руд, где работал во время летней практики: проходил обвиняемым по делу группы «Рабочее знамя». Освобождён 25 сентября, но был отдан под особый надзор полиции. В феврале 1902 года был арестован во второй раз за участие в подготовке уличной демонстрации в Петербурге и приговорён к трём годам ссылки в Восточную Сибирь, но отказался выезжать в место ссылки, за что был арестован летом того же года в третий раз. Осенью того же года арестован в Иркутске за распространение листовок во время проведения публичной лекции, но освобождён по амнистии, оставшись при этом под надзором полиции.
В 1904—1909 годах — член Петербургского комитета РСДРП, введён туда как организатор объединённого комитета социал-демократической фракции высших учебных заведений. В студенческие годы Бокий прославился разоблачением шпионов и провокаторов, снискав этим большую популярность в среде молодёжи. Участник Революции 1905—1907 годов в Санкт-Петербурге, участвовал в боях на баррикадах Васильевского острова. По одним данным, во время революции в Санкт-Петербурге Бокий был одним из организаторов молодёжных дружин, по другим сведениям — заведовал «Малороссийской столовой», где был организован медицинский пункт под руководством Павла Мокиевского и где хранилась революционная литература. В апреле 1905 года Глеб был арестован по делу «Группы вооруженного восстания РСДРП», но через несколько месяцев амнистирован, продолжив вести партийную работу в организации Петроградской стороны как член районного комитета, создавая боевые дружины. В декабре 1905 года Бокий был снова арестован на собрании руководителей боевых дружин района (так называемое дело Петербургской организации РСДРП «Процесс сорока четырёх») и Особым присутствием Петербургской судебной палаты в 1906 году приговорён к заключению в крепости на два года и шесть месяцев с формулировкой «за участие в сообществе, которое ставит своей целью установление в России социалистического строя». Отсидел полтора года в Петропавловской крепости и был освобождён в 1907 году ввиду тяжёлой болезни под денежный залог в размере 3 тысяч рублей, внесённый Мокиевским. После освобождения начал работать в социал-демократической военной организации как партийный руководитель Охтинского и Пороховского районов, после её провала бежал из Петербурга и был арестован в июле того же года в Полтавской губернии.
С 1912 года Бокий участвовал в издании газеты «Правда», перед началом Первой мировой войны являлся секретарём Петербургского комитета. В апреле 1914 года скрылся от полиции, которая намеревалась его арестовать по делу типографии Петербургского комитета, спрятанной в Горном институте; в апреле 1915 года дважды скрывался от ареста после провала Петроградского партийного комитета. Для сохранения конспирации подпольщиков Бокий стал активно использовать шифры, которые разрабатывал и сам. У себя он хранил внешне ничем не примечательные ученические тетради, исписанные математическими формулами, однако эти формулы использовались в качестве элементов некоего «математического шифра», с помощью которых шифровались записи о подпольных делах. Ключ был известен только самому автору. Весной 1916 года Бокий был снова арестован по делу Петроградского комитета, затем освобождён по болезни; осенью был повторно арестован по этому же делу и снова освобождён в декабре того же года по болезни. Дешифровальщики Департамента полиции, изучив тетради Бокого, предположили, что в записанных им «формулах» скрывается шифр, но разгадать его так и не смогли. В ответ на вопросы следователей о записях «Сознайтесь, это шифр?» Бокий иронически предлагал сотрудникам полиции: «Если шифр, то расшифруйте». Тетради Бокого, однако, не сохранились до наших дней. Во избежание последующих провалов в Петрограде большевики организовали в 1915 году «группу при ЦК», членом которой стал и Бокий.
Всего с 1897 по март 1917 годов Бокий 12 раз подвергался арестам за антигосударственные выступления (отсидел два с половиной года в Петропавловской крепости) и дважды отправлялся в ссылку. От побоев в тюрьме он приобрёл травматический туберкулёз, от которого его излечил врач-иммунолог Иван Манухин (по некоторым данным, для лечения Бокий употреблял собачье мясо). При этом не все полицейские, задерживавшие студентов, вызывали отвращение у Бокого: один из полицейских однажды даже предупредил Бокого об обыске, а в ходе самой процедуры проигнорировал наличие у студентов запрещённой литературы. Благодаря освоенному в Горном институте математическому и физическому курсам Бокий обрёл научные знания, которые помогали ему обеспечить работу по шифрованию и дешифрованию сообщений в революционном подполье, а опыт организаторской работы Бокого в подполье в дальнейшем сыграл важную роль в создании Спецотдела ВЧК.
С декабря 1916 года по начало 1917 года он состоял в Русском бюро ЦК РСДРП. После падения самодержавия стал заведующим отделом сношений с провинцией при Русском бюро, с апреля 1917 по март 1918 года — секретарь Петроградского городского комитета РСДРП(б). В период VII съезда РКП(б) примыкал к «левым коммунистам». Делегат 7 (Апрельской) Всероссийской конференции и VI съезда РСДРП(б). Бокий также был активным участником Октябрьского вооружённого восстания в Петрограде, с октября по ноябрь 1917 года — член Петроградского ВРК. В феврале — марте 1918 года — член Комитета революционной обороны Петрограда; был активным противником заключения сепаратного мира с Германией. Максим Горький, который вместе с Бокием и Маргаритой Ямщиковой участвовал в издании журнала «Молодая Россия», характеризовал Бокия следующими словами: «Человек из породы революционеров-большевиков, старого, несокрушимого закала».

## Деятельность в ВЧК — ОГПУ — НКВД

### Руководитель региональных ЧК
С 13 марта по 31 августа 1918 года Бокий занимал пост заместителя председателя ЧК Союза коммун Северной области, а также был заместителем председателя Петроградской ЧК М. С. Урицкого. О том, сколько и каких приговоров он подписывал за время своей деятельности на посту заместителя Урицкого, Бокий не рассказывал, но говорил, что присутствовал при расстрелах, чтобы его коллеги не обвиняли его в попытке свалить обязанности на плечи других людей. Обсуждая убийство Урицкого, он говорил, что тот ни разу не подписал ни одного смертного приговора. Лев Разгон приписывает ему организацию «красного террора» и в Петрограде, пока глава Петросовета Г. Е. Зиновьев «не вышиб его из Петрограда»; в то же время, по словам А. И. Андреева, Бокий выступал против осуществления самосуда над контрреволюционерами, чем и вызвал возмущение со стороны Зиновьева.
После убийства Урицкого 31 августа 1918 года Бокий возглавил обе ЧК, занимая эти посты до ноября 1918 года. С 21 ноября 1918 года — член коллегии НКВД РСФСР, был направлен в оккупированный немцами Минск для организации подполья. С 3 января и до сентября 1919 года был начальником Особого отдела ВЧК Восточного фронта, с сентября 1919 по август 1920 года — начальник Особого отдела ВЧК Туркестанского фронта; с 8 октября 1919 года по август 1920 года — член Туркестанской комиссии ВЦИК и СНК РСФСР. С 19 апреля по август 1920 года — полпред ВЧК при СНК РСФСР в Туркестане. Согласно показаниям бывшего сотрудника Иностранного отдела ОГПУ и перебежчика Георгия Агабекова, данным в 1930 году, Бокий был одним из организаторов «красного террора» в 1919—1920 годах в Туркестане и отличался крайней жестокостью, которая стала основой множества легенд.
С 12 июля 1921 года по февраль 1922 года Бокий был членом Коллегии ВЧК. Глеб Бокий также курировал Гохран со стороны ЧК и по поручению Ленина вёл следствие по делу о хищениях из Гохрана, представив 28 мая подробный доклад со сведениями о положении в Гохране и перечнем судебных дел, а также мерами для улучшения работы и предотвращения хищений. В ходе расследования было установлено, что главным виновниками хищений являются оценщики Н. М. Пожамчи, Александров и Я. С. Шелехес. Все трое были расстреляны по приговору суда, хотя за Шелехеса неоднократно пытались заступиться многие революционеры, знавшие его семью (братья Якова, Александр, Илья и Фёдор были активными партийцами). Также Бокий занимался расследованием хищений в Коминтерне.

### Глава Спецотдела
Согласно письму наркома иностранных дел РСФСР Георгия Чичерина Ленину от 20 августа 1920 года, советскому правительству срочно требовалось создание надёжной системы шифров: несмотря на постоянные замены ключей, использовавшиеся большевиками шифры были прекрасно известны деятелям Белого движения. 12 апреля 1921 года на заседании Малого Совнаркома Бокий выступил с проектом создания в РСФСР Специального отдела при ВЧК — «центра, объединяющего и направляющего деятельность шифровальных органов различных ведомств». 5 мая того же года постановлением Малого Совнаркома при ВЧК под названием Специальный (шифровальный) отдел ОГПУ СССР (с июля 1934 — ГУГБ НКВД СССР). Его начальником и одновременно членом коллегии ВЧК был назначен Г. И. Бокий, что было обосновано его большими познаниями в области криптографии.
Должность главы Спецотдела, которую занимал Бокий, в последующие годы неоднократно переименовывалась и носила следующие наименования:
- заведующий 8-м специальным (шифровальным) отделом при Президиуме ВЧК (28 января 1921 — 6 февраля 1922)[37];
- заведующий специальным отделом ВЧК — ГПУ — ОГПУ СССР (28 января 1921 — 10 июля 1934)[38];
- член коллегии ОГПУ СССР (22 сентября 1923 — 10 июля 1934);
- начальник специального отдела ГУГБ НКВД СССР (10 июля 1934 — 25 декабря 1936)[37];
- начальник 9-го (специально-секретного) отдела ГУГБ НКВД СССР (25 декабря 1936 — 16 мая 1937)[38][39].

По некоторым данным, о назначении Бокия главой отдела хлопотали академик Владимир Бехтерев, сотрудник Бехтеревского института мозга Александр Барченко и начальник личной охраны Троцкого Яков Блюмкин, познакомивший Бокия с первыми двумя. Барченко же стал заместителем Бокия в Спецотделе по научным исследованиям. Помимо своей деятельности во главе Спецотдела, в 1925—1926 годах Бокий был заместителем Феликса Дзержинского, занимавшего тогда должность председателя ОГПУ при СНК СССР.
26 января—10 февраля 1934 года делегат XVII съезда ВКП(б).
С 29 ноября 1935 года Бокий — комиссар государственной безопасности 3-го ранга.

### Направления деятельности Спецотдела
В круг ведения Спецотдела ВЧК, согласно предложению Бокия от 12 апреля 1921 года, должны были входить вопросы шифрования и дешифрования. Бокий в рамках своего предложения выделял следующие пять важных пунктов:
- научная разработка вопросов шифровального дела (изучение уже имеющихся шифров, разработка новых шифров с описанием и инструкциями по шифровальному делу, сбор архивов и литературы по шифровальному делу, составление руководств по вопросам шифрования);
- обследование и выработка систем шифров (изучение действующих систем шифров и их последующее распределение между шифрорганами);
- организация учебной части (подготовка новых специалистов в области шифрования);
- учёт личного состава (распределение сотрудников по шифрорганам в зависимости от их качеств и потребности органа в работниках, чистка неблагонадёжного элемента, контроль за постановкой шифровального дела в органах);
- развитие расшифровального дела (изучение способов перехвата писем, телеграмм и радиосообщений, открытие ключей к шифрам и последующая расшифровка всех сообщений, отправляемых внутренними и внешними противниками СССР).

Спецотдел ВЧК, также известный как СПЕКО, размещался в здании на Малой Лубянке и в доме № 21 на Кузнецком мосту (в помещении Народного комиссариата иностранных дел). Официальными задачами Спецотдела являлись масштабная радио- и техническая разведка, дешифровка телеграмм, разработка шифров, радиоперехват, пеленгация и выявление вражеских перехватчиков на территории СССР. Он пользовался определённой самостоятельностью при ВЧК-ОГПУ, подчиняясь не руководству органов госбезопасности, а непосредственно руководству ЦК ВКП(б), вследствие чего часто оставался вне ведомственных рамок. Отдел специализировался на охране государственных тайн, прослушивании и расшифровки переговоров и переписки иностранных посольств в Москве: согласно показаниям всё того же Агабекова, в обязанности Спецотдела входили перехват иностранных шифров и расшифровка поступающих из-за границы телеграмм, составление шифров для советских учреждений внутри и вне СССР, а также надзор за тюрьмами и местами заключения по всему СССР, для чего в Спецотделе была образована канцелярия, изготавливавшая фальшивые документы. Вся охрана государственных тайн обеспечивалась благодаря штату агентуры, следившему за порядком хранения советских документов. Также Спецотдел занимался разработкой первых советских локаторов, пеленгаторов и передвижных отслеживающих станций, специальных телефонных аппаратов и систем прослушивания политических деятелей:
На работу в отдел Бокий пригласил ряд специалистов-криптографов — в том числе В. И. Кривоша-Неманича, И. А. Зыбина, И. М. Ямченко, Г. Ф. Булата, Е. С. Горшкова, Э. Э. Картали и Е. Э. Морица, работавших ещё до революции. К дешифровальной работе в качестве экспертов-аналитиков в тот период или немного позже (1922—1923) были привлечены Б. А. Аронский, Б. П. Бирюков, Ф. А. Блох-Хацкелевич, В. И. Геркан, П. А. Гольдштейн, К. Н. Иосса, И. Г. Калтград, Г. К. Крамфус, Р. В. Кривош-Неманич, Г. П. Майоров, В. К. Мицкевич, П. А. Мянник, С. С. Толстой, Б. Ю. Янсон и др. Он также взял под своё крыло людей, которых знал по работе и деловым качествам: А. Г. Гусева, А. М. Плужникова, Ф. И. Эйхманса, В. X. Харкевича и других. Гласный состав Спецотдела представляли секретари, курьеры и машинистки как работники отделений, не связанные с криптографической работой; в самом отделе также трудились переводчики. К 1933 году в Спецотделе числилось 100 человек по штату и ещё 89 по секретному штату. После смерти Бокия криптографическое отделение НКВД было упразднено, и вопросами криптографии до февраля 1941 года занимались только в ГРУ ГШ, пока это отделение НКВД не было воссоздано.
Считается, что именно Глеб Бокий и его Спецотдел стали основоположниками советской и российской радиоэлектронной разведки, а Спецотдел — предшественником действующего ФАПСИ. В сентябре 1927 года по инициативе Бокия в СССР была создана «Радиопелегаторная станция № 3», которая положила начало советской военно-морской разведке. Согласно отчёту о работе Спецотдела за 1921 год, за год было введено в действие 96 различных кодов и шифров, а в телеграмме секретаря ЦИК СССР А. С. Енукидзе на имя Бокия от 2 сентября 1924 года звучала благодарность за разработку телеграфного «русского кода». Также именно Бокий организовал первую в СССР систему классификации секретной информации: летом 1923 года он разослал циркуляр о контактах секретоносителей с иностранцами, а в декабре того же года разослал в наркоматы и ведомства «Перечень вопросов, переписка по которым причисляется к секретной». По словам Олега Гордиевского, в 9-м отделе ГУГБ НКВД СССР Бокий занимался не только вопросами шифрования, но и созданием лабораторий по разработке ядов и препаратов для влияния на сознание арестованных или устранения неугодных. Одним из источников доходов Спецотдела, со слов Бокия на следствии в 1937 году, была продажа различным учреждениям сейфов. В целом, по оценке Льва Разгона, Бокий и Спецотдел ВЧК были самыми закрытыми объектами во «всей сложной и огромной разведывательно-полицейской машине» СССР.

## Бокий и оккультизм

### Пробуждение интереса. Знакомство с Барченко
Ещё в дореволюционные годы в круг увлечений Глеба Бокого входили восточная философия, мистика и оккультизм. Наставником Бокия в области эзотерики был врач, теософ и гипнотизёр Павел Мокиевский, известный как заведующий отделом философии научно-публицистического журнала «Русское богатство» и введший Глеба в «Орден розенкрейцеров» в 1909 году, где якобы состояли Николай Рерих и Сергей Ольденбург. Когда Бокия, создавшего под прикрытием бесплатной столовой для студентов Горного института большевистскую явку, в 1906 году в очередной раз арестовали, Мокиевский внес за него залог 3000 рублей. Несколько раз залоги за Бокия вносили также мистик Георгий Гурджиев и врач Пётр Бадмаев. Евгений Шошков писал о Мокиевском, что Бокий якобы «водил с ним дружбу, не раз бывал на его сеансах гипноза и даже чему-то учился — не зря же потом в НКВД под его личным контролем существовала специальная парапсихологическая лаборатория». Также среди друзей Бокия был петроградский писатель и философ Александр Барченко, которого Бокий считал уважаемым учёным и называл «всеведающим оракулом», в то время как в «Солдатской правде» Барченко удостоился прозвища «Удод» за свою «птичью наружность» и за то, что при игре на скрипке он издавал некие «птичьи звуки». Согласно одной из статей Виктора Брачева 1994 года, в 1919 году Бокий был посвящён в масонской ложе «Единое трудовое братство», возглавляемой Барченко; в то же время Брачев в 2006 году утверждал, что в 1923 году Барченко основал одноимённое эзотерическое общество «Единое трудовое братство», членом которого и стал Бокий.
Бокия и Барченко познакомил бывший сотрудник Петроградской ЧК Карл Шварц, который нередко ходил в гости к Барченко. Согласно словам Барченко, в конце 1924 года к нему в гости пришёл Шварц с несколькими сотрудниками ВЧК, и в ходе беседы Барченко попросил свести его с кем-нибудь из близко стоящих к руководству людей, а когда ему предложили список, то остановился на фамилии Бокого. Далее он написал письмо на имя Феликса Дзержинского, а позже вышел на связь с сотрудником Секретно-политического отдела ОГПУ Яковом Аграновым, рассказав ему «теорию о существовании замкнутого научного коллектива» в Тибете и о желании снарядить туда экспедицию — одну из задумок, которую Барченко хотел реализовать. Вскоре с помощью графолога К. К. Владимирова (с мая 1925 года он был сотрудником ОГПУ, предположительно, работая в 7-м отделении Спецотдела) он отправился в Москву и встретился с Боким. Со слов Бокого, встреча произошла в Спецотделе в конце того же года, когда Барченко нанёс визит вместе с Владимировым и Шварцем, однако при других обстоятельствах: нового знакомого Бокому порекомендовали в качестве талантливого исследователя, который якобы хотел реализовать некую задумку. Шварц же рассказывал, что после встречи с Барченко на его квартире поехал в Москву, лично доставив Бокому доклад учёного о религиозном учении «Дюнхор».
Под влиянием Барченко Бокий увлёкся историей масонского движения, а в разговорах с Маргаритой Ямщиковой стал утверждать, что «старые масоны» создали организацию, близкую к коммунизму по структуре и духу, но позже деградировали и занялись антикоммунистической и контрреволюционной пропагандой по всему миру. В тех же разговорах с Ямщиковой Бокий упомянул легенду о Шамбале, о которой говорил Барченко Агранову, и своём желании не только найти её, но и заодно доказать существование в русском масонстве идей коммунизма: он говорил, что в том самом месте, где находится Шамбала, присутствует некая «народная мудрость», близкая коммунистической идеологии по сути. В то же время революционер и доктор Михаил Вечеслов, теоретик шифровального дела, утверждал, что Барченко является не более чем проходимцем и мошенником, придумавшим научный кружок и рассказывавшим всем «фантастические истины».

### Мифы о паранормальных исследованиях Спецотдела
Поскольку у Спецотдела при ВЧК — ОГПУ — НКВД был высокий уровень самостоятельности, а многие его исследования и поздразделения были засекречены, среди сторонников теорий заговора обрела популярность легенда о том, что Бокий по заданию высшего партийного руководства вёл некие исследования по паранормальным явлениям, восточным мистическим культам и воздействию на сознание. К работе Спецотдела привлекался в качестве эксперта по психологии и парапсихологии Александр Барченко, который руководил этнографической экспедицией в августе — ноябре 1922 года в район Ловозера и Сейдозера (командирован в январе 1921 года), а также в 1927 году побывал в Крыму с ещё одной экспедицией, изучавшей «пещерные города». По мнению А. И. Андреева и В. С. Брачева, при помощи Бокия Барченко организовал в Спецотделе «нейроэнергетическую» лабораторию для изучения парапсихологических феноменов, руководителем которой стал химик Евгений Гопиус. Некоторое время она находилась под крышей Московского энергетического института, а в 1934 или 1935 годах переехала в здание Всесоюзного института экспериментальной медицины, директору которого, Л. Н. Фёдорову, покровительствовал ученик Барченко Иван Москвин. Позже эта лаборатория стала называться нейроэнергетической. В 1937 году НКВД конфисковало монографию Барченко «Введение в методику экспериментальных воздействий объемного энергополя», которая отчасти позволяла установить характер исследований Барченко, проведённых в 1927—1937 годах (книга уничтожена в 1939 году).
Ходили слухи, что Бокий устанавливал контакты с различными медиумами, пытаясь пользоваться их услугами для дешифровки сообщений, перехваченных ОГПУ при НКВД СССР: идеологом подобной методики дешифровки также выступал Барченко. Для изучения лиц, утверждавших о своих экстрасенсорных способностях, и проверки наличия неких паранормальных возможностей одно из подразделений службы Бокия оборудовало некую «чёрную комнату» в здании ОГПУ (Фуркасовский переулок, дом № 1). С подачи Барченко в Спецотделе в конце 1925 года якобы был организован небольшой оккультный кружок, куда вошли ряд ведущих сотрудников Спецотдела (упоминаются Гусев, В. Д. Цибизов, Клеменко, Филиппов, Леонов, Гопиус и Плужников). Однако первая попытка проведения занятий обернулась неудачей, и Бокию пришлось набирать в качестве учеников своих однокурсников по Горному институту. Стенограммы встреч сохранились благодаря письмам Барченко, в которых тот пересказывал излагаемую им теорию Шамбалы, известную как теорию религиозного учения «Дюнхор».
Помимо ведения научной работы и лекций для сотрудников спецотдела, Барченко выступал в роли консультанта по парапсихологии, а также принял участие в разработке новой методики дешифровки и методики выявления лиц, склонных к криптографической работе и расшифровке кодов. В то же время ряд исследований Барченко, проведённых в сфере астрономии, никаких результатов не принёс, а сам Барченко выражал недовольство тем, что занимается исследованиями небольшого масштаба и настаивал на том, чтобы «посвятить» в сущность деятельности «Единого трудового братства» высшее советское руководство. Он попытался убедить Бокия организовать ему встречу с Климентом Ворошиловым, но получил категорический отказ.

### План экспедиции в Тибет
В свой книге «Красная шамбала» профессор университета Мемфиса Андрей Знаменский писал, что после Кронштадтского мятежа матросов и особенно после смерти В. И. Ленина Бокий ушёл от активной политической деятельности и впал в мистицизм — Бокий, по мнению Знаменского, разочаровался в том, что коммунистическая революция не изменила общество, и решил для воспитания нового поколения использовать элементы буддизма и оккультизм, ради чего предпринял попытку снарядить этнографическую экспедицию в Тибет с целью поиска Шамбалы. Те же показания Бокий дал на следствии в 1937 году по делу «Единого трудового братства», отметив, что после Брестского мира стал расходиться с Лениным по многим вопросам, не воспринимая всерьёз ни «демагогические методы борьбы», ни НЭП. Идея экспедиции исходила от Барченко — он же убедил в её необходимости как самого Бокия, так и его коллег по «Братству» в лице Москвина, Стомонякова и Кострикина. На одной из встреч «Братства» Барченко заявил об осуждении со своей стороны волны насилия, последовавшей в начале Октябрьской революции, и своём неприятии «диктатуры пролетариата»: по его мнению, нахождение Шамбалы могло помочь найти способ построения идеального коммунистического общества.
Одним из первых о целесообразности экспедиции от Барченко узнал сотрудник ОГПУ Яков Агранов — эта экспедиция позволила бы укрепить советское влияние в регионе, охватывающем Афганистан, Китай и Индию. Барченко же говорил Бокию, что в 1918 году встретился с представителями Монголо-Тибетской организации, которые пытались установить дипломатические отношения с Советами, но не были приняты и уехали обратно. Бокий рассчитывал, что участники экспедиции после встречи с тибетцами смогут приобрести опыт духовного характера, который сможет повлиять в той или иной степени на идеологию страны. Руководителем экспедиции должен был стать Барченко, а комиссаром — сотрудник ОГПУ Яков Блюмкин, который прежде получил от Барченко несколько отчётов о его исследованиях и передал их Агранову. В экспедицию также должны были войти ещё несколько человек из «Единого трудового братства». ОГПУ выделили 100 тысяч рублей золотом на снаряжение всей экспедиции (столько же было выделено на советскую научную экспедицию в Тибет 1923 года под руководством П. К. Козлова). Предполагалось, что команда Барченко отправится летом 1925 года и посетит Индию, Тибет и Синьцзян — маршрут был одобрен на самых высоких инстанциях (в том числе в коллегии ОГПУ и ЦК). Изначально в маршрут включался Афганистан, но нарком иностранных дел Георгий Чичерин настоял на исключении Афганистана, ссылаясь на то, что в прессе Великобритании начнётся антисоветская истерия в случае, если научная экспедиция появится на её территории. Однако в самый последний момент экспедиция сорвалась.
По официальной версии, 31 июля 1925 года Бокий и Барченко встретились с Чичериным, попросив его ускорить процедуру выдачи виз. Чичерин оставил положительный отзыв на проект экспедиции в Тибет и отправил отзыв в Политбюро ЦК ВКП(б). Однако в ходе обсуждения плана экспедиции Бокий и Барченко ненароком обмолвились, что начальника иностранной разведки Меера Трилиссера не оповещали об экспедиции, и это привело к тому, что Чичерину пришлось отозвать свой положительный отзыв и написать на следующий день отрицательный. Журналист газеты «Совершенно секретно» Вадим Лебедев пишет, что Чичерин созвонился с Трилиссером и передал ему сообщение о положительном отзыве на проект экспедиции, что вызвало возмущение последнего: тот, подключив к процессу Генриха Ягоду, потребовал от Чичерина отозвать положительный отзыв. Чичерин также установил, что его гости обратились через отдел виз Народного комиссариата иностранных дел в афганское посольство и объявили, что готовят экспедицию, едущую от ВСНХ СССР. По версии журналиста Леонида Царёва, у Трилиссера и Ягоды были ещё и некие личные счёты с Бокием, которые они решили свести подобным образом, сорвав его поездку.
По мнению Лебедева, к срыву экспедиции мог иметь отношение Яков Блюмкин, который мечтал сам попасть в Тибет, ради чего попросту «стравил» Отдел иностранной разведки и Народный комиссариат иностранных дел, доказывая каждой из сторон свою лояльность: Барченко изначально выступал против включения Блюмкина в группу, припоминая ему убийство германского посла графа Мирбаха. Согласно воспоминаниям Маргариты Ямщиковой, Бокий обвинял Блюмкина в том, что он раскрыл Карлу Радеку планы экспедиции и высказал свои сомнения в её успехе, отчасти связанные с его идейной преданностью Троцкому и желанию сбежать из страны. Сам же Блюмкин, по мнению ряда авторов, всё же сумел тайно выехать за границу и присоединиться к экспедиции Рериха, однако документальных подтверждений или каких-либо серьёзных свидетельств этому нет (официально с 1926 года он был легальным резидентом ИНО ОГПУ в Монгольской Республике и на части территорий Китайской Республики). Тем не менее Бокий и Барченко не опустили руки, продолжив попытки снаряжения экспедиции в Тибет. Феликс Дзержинский обещал Бокию оказать посильную помощь, однако смерть Дзержинского поставила крест на последующих планах: его преемник на посту главы ОГПУ, Вячеслав Менжинский, в планы Барченко и Бокия не был посвящён.

### Критический взгляд
Документальные свидетельства или достаточно внятные подтверждения того, что Бокий организовал в Спецотделе какие-либо лаборатории по исследованиям аномальных явлений, отсутствуют. Отчасти это подтверждал сам Бокий, который жаловался на то, что Барченко лишь выдавал ГПУ имена контрреволюционных деятелей и антисоветчиков, однако не упомянул ни одного реального изобретения, которое могло бы использовать ГПУ. Сторонники теорий заговора утверждают, что часть засекреченных наработок Бокия по неизвестной причине (возможно, в связи с перепиской Барченко с профессором Карлом Хаусхофером) попала в Германию, где ими заинтересовались в «Аненербе». По просьбе последних абвер занялся во время Великой Отечественной войны поисками членов Специального отдела, пытаясь перевербовать их и заполучить от них документы из Спецотдела в обмен на баснословные по тем временам деньги.
Утверждения о попытке Бокия организовать экспедицию в Тибет с целью поиска Шамбалы подвергаются критике: так, по мнению писателя и режиссёра Андрея Синельникова, история про Шамбалу — операция по дезинформации зарубежных разведок, которую провела ОГПУ, задействовав и Бокия, и Блюмкина, и Барченко, даже Гурджиева. В то же время есть версия о том, что Бокий стремился укрепить советское влияние в Восточной Азии, используя семинары Барченко и его идеи о Шамбале в качестве повода. Большая часть заявлений об интересе Бокия к мистике и оккультизму исходит из его показаний, которые тот давал в 1937 году на следствии по делу о контрреволюционной деятельности «Единого трудового братства». В качестве основного источника влияния Бокий называл именно Александра Барченко, который пропагандировал так называемую «теорию Дюнхор» о существовании в доисторические времена некоего высокоразвитого общества. Оно якобы было построено на базе коммунистической идеологии и превосходило в культурном и научно-техническом планах последующие мировые цивилизации, но якобы было уничтожено в результате геологических катаклизмов, а его остатки сохранились в труднодоступных районах Тибета. По мнению А. И. Андреева, все эти и иные показания (например, вступление в «Орден розенкрейцеров» в 1909 году) могли быть выбиты следователями из Бокия.

## Куратор Соловецкого лагеря особого назначения
Бокий известен как один из основателей системы ГУЛАГа и как куратор Соловецкого лагеря особого назначения (СЛОН), став вдохновителем и разработчиком идеи подобного лагеря: изначально туда планировалось ссылать представителей интеллигенции, которые не занимались политической борьбой, но были к этому способны, и изолировать их там. Однако в связи с необходимостью содержания лагеря потребовалось привлекать осуждённых на принудительные физические работы: им запрещалось изначально этим заниматься, и для этого в СЛОН стали ссылать обыкновенных уголовников, над которыми командирами ставились военачальники, занимавшие командирские посты в Белой или Красной армиях, но имевшие судимости.
Пароход Соловецкого монастыря «Архистратиг Михаил» (по версии Бориса Ширяева — «Святой Савватий»), переименованный руководством Соловецкого лагеря особого назначения (СЛОН) в «Глеб Бокий», служил для доставки в Соловецкий лагерь новых заключённых, а также и продовольствия: этот пароход ходил от кемской пристани «Рабочеостровск» к Соловкам. На этом пароходе приезжал на Соловки и сам Глеб Бокий, однако появлялся в лагере он очень редко, осуществляя большую часть своей работы в Москве. О пароходе и человеке, в честь которого и было названо судно, была сложена сатирическая песня:

Ура! «Параша» извещает:

Проветрить соловецкий склеп,

На той неделе приезжает

На «Глебе Боком» — Бокий Глеб!

Эта сатирическая песня нередко переделывалась заключёнными на разные лады и не была единственной о Бокии: заключённые писали юмористические стихи о «тройке ГПУ», в которую входил Бокий, и те публиковались в журналах «Слон» и «Соловецкие острова», а само начальство никоим образом не выступало против подобного «творчества».
За время своей работы на посту куратора Бокий поддержал идею хозяйственно-организационной системы исправительно-трудового использования заключённых, которую при поддержке начальника управления лагерей Ф. И. Эйхманса разработал бывший заключённый Н. А. Френкель, начальник ЭПО ЭКЧ с 1926 года. К 1928 году нападки на Френкеля как бывшего заключённого, руководившего отделом, усилились в связи с его подходом собственника-коммерсанта, а не советского общественника, хотя его роль в развитии Соловецкого хозяйства не отрицалась никоим образом. Последующие претензии партийной ячейки к Френкелю с желанием постепенно сместить с руководящих должностей заключенных-контрреволюционеров, заменив их на «безработных товарищей» из членов партии, привели к проведению 5 апреля 1929 г. специального совещания членов ВКП(б) СЛОН ОГПУ с участием заведующего спецотделом ОГПУ Г. И. Бокия, представителей прокуратуры г. Кемь, соловецкой парторганизации и парторганизации лагеря. На нём Г. И. Бокий поддержал стратегию развития лагерей, предложенную Н. А. Френкелем, объявив, что Френкель является не контрреволюционером, а секретным сотрудником ОГПУ. В итоге он запретил парторганизации вмешиваться в оперативную работу производства, «…потому что хозяйственные дела лагерей тоже очень часто бывают секретные».
Помимо этого, Бокий приглашался на заседания Комиссии для определения условий использования труда заключённых. Так, он присутствовал на заседании 15 мая 1929 года, заявив о готовности ОГПУ взять на себя строительство шоссейной дороги на Ухту и железной дороги Котлас — Усть-Сысольск, которыми изначально должен был заниматься НКПС, и привлечь к этому заключённых. Также 9 января 1929 года Бокий получил от геологов А. А. Чернова и А. Ф. Лебедева доклад об углях и нефти Печорского бассейна: предполагается, что мнение Бокия могло повлиять на отправку экспедиции на реку Ухта, и не только начало последующих разведочных работ на нефть и уголь, но и строительство исправительно-трудового лагеря в этом районе.
Сидевший в Соловецком лагере академик Дмитрий Лихачёв говорил о Бокии не иначе как о «людоеде» — главном в тройке ОГПУ, «которая приговаривала людей к срокам или расстрелам». Аналогичного мнения придерживался писатель Борис Ширяев, отбывавший наказание на Соловках: он называл Бокия человеком, «без подписи которого не обходился ни один смертный приговор коллегии ОГПУ». Согласно Виктору Брачеву, принятый в масонскую ложу Бокий, по иронии судьбы, стал сам заниматься «изучением структуры и идейных течений масонства», а также входил во все коллегии ОГПУ, которые рассматривали уголовные дела масонских организаций и выносили по ним приговоры. В то же время Аркадий Ваксберг в номере «Литературной газеты» за 1990 год ошибочно утверждал, что Бокий был причастен к управлению и другими лагерями системы ГУЛАГ; Татьяна Соболева пишет, что в архивах сохранились имена людей, спасённых Бокием от смертного приговора и длительного тюремного заключения.

## Иная деятельность
Бокий был делегатом XV—XVII съездов ВКП(б), избирался кандидатом в члены и становился членом ВЦИК РСФСР со 2-го по 12-й созывы и ЦИК СССР 1-го и 2-го созывов, а также являлся членом коллегии НКВД РСФСР (27 сентября 1923 — декабрь 1930) и членом Верховного суда СССР (до 16 мая 1937 года), входил в тройку ГПУ Бокий — Вуль — Васильев. Был отмечен следующими наградами за период своей работы:
- Орден Красного Знамени (8 апреля 1923)[104][105][7];
- знак «Почётный работник ВЧК — ГПУ (V)» № 7 (1923)[7];
- знак «Почётный работник ВЧК — ГПУ (XV)» (20 декабря 1932)[7].

## Арест и следствие
16 мая (по другим данным, 7 июня) 1937 года Бокий, занимавший пост начальника сводного отдела 4-го управления НКВД, был арестован при исполнении служебных обязанностей. Арест был осуществлён без ордера, по устному распоряжению Наркома внутренних дел СССР Н. И. Ежова, прямо в здании НКВД СССР на Лубянке. Арест производил заместитель Ежова, комиссар государственной безопасности 2-го ранга Л. Н. Бельский. Согласно официальному обвинению, Бокия обвиняли в принадлежности к контрреволюционной масонской организации «Единое трудовое братство», занимавшейся шпионажем в пользу одного из иностранных государств (подразумевается, что речь шла о Великобритании), а также в руководстве антисоветским спиритическим кружком, который якобы устраивал тайные сеансы «предсказания будущего»: это обвинение стало известно как «дело Барченко». После ареста в кабинете Бокия провели обыск в присутствии Ежова.
Студенческий друг Глеба Ивановича, писательница Маргарита Ямщикова уверенно утверждала, что Бокия и его подчинённых оговорил Александр Барченко: по доносу Барченко также были арестованы действовавший секретарь Глеба Бокия А. Д. Чурган, бывший секретарь Бокия Леонов, заместитель Бокия по Спецотделу ГУГБ НКВД СССР майор ГБ Фёдор Иванович Эйхманс и ещё несколько человек. Однако разгром «Единого трудового братства» начался 22 мая с ареста именно самого Александра Барченко, а далее последовали задержания ещё ряда соратников оккультиста: 26 мая была арестована Л. Н. Шишелова-Маркова, 7 июня — А. А. Кондиайн, 2 июля — К. Ф. Шварц, 8 июля — В. Н. Ковалёв. По другой версии, на одной из встреч Ежов потребовал предоставить от Бокия компромат на некоторых партийных функционеров и членов ЦК, но получил отказ. Бокий в ответ на слова Ежова о том, что это был приказ Сталина, иронично заметил, что на пост главы Спецотдела ВЧК его назначал не Сталин, а Ленин. По мнению Леонида Царёва, Бокий входил в число тех, кто был осведомлён о существовании некоего секретного досье («чёрной книги НКВД») с компрометирующими материалами на многих видных партийных и общественных деятелей, начиная от Сталина и заканчивая И. Э. Бабелем: это могло стать поводом для устранения Бокия как неугодного партии лица.
Бокия, Барченко и их друзей обвиняли в том, что они работали на некий религиозно-политический центр «Шамбала-Дюнхор», находившийся в неизвестном районе Британской Индии: центр якобы пытался использовать членов «Единого трудового братства» для воздействия на высшее советское руководство и убеждения его проводить выгодную Великобритании внешнюю политику. Также всех обвинили в сборе секретных сведений и подготовке серии терактов против политического руководства СССР: Бокий, Шварц и Кондиайн якобы должны были организовать одно из покушений на Сталина, обстреляв его лодку на озере Рица летом. На первом допросе, который вёл с 17 по 18 мая 1937 года Л. Н. Бельский, Бокий рассказывал, что увлёкся мистическими идеями после смерти Ленина, поскольку его уже не интересовала борьба против троцкистов и зиновьевцев, а под влиянием Барченко ещё сильнее заинтересовался мистикой и оккультизмом. Бокий отрицал, что получал от Барченко какие-либо прямые задания по шпионажу, но подтверждал, что «помогал» ему вести шпионскую деятельность. 15 августа 1937 года на допросе, который вёл старший лейтенант ГБ Э. А. Али-Кутебаров, Бокий «признался» в поддержке постоянной и тесной связи с Л. Д. Троцким — якобы через его эмиссаров во время пребывания Троцкого в Европе и через специальную радиостанцию на даче после высылки Троцкого в Мексику. Бокий также заявил, что все послания якобы передавались через некую радиостанцию абвера, все переговоры были связаны с подготовкой террористического акта против Сталина, а исполнителем должен был стать Евгений Гопиус — химик, сотрудник 9-го отдела ГУГБ НКВД СССР, проводивший исследования в области осуществления взрыва на расстоянии некими «невидимыми лучами» и изготавливавший взрывчатые вещества в некоей пиротехнической лаборатории на подмосковной даче (расстрелян в «особом порядке» в декабре 1937 г., реабилитирован посмертно). Покушение якобы должно было состояться на озере Рица.
По мнению А. И. Андреева, все обвинения в адрес Бокия, Барченко и их коллег были сфабрикованы руководством НКВД. Проходившего обвиняемым по этому делу астронома Александра Кондиайна заставили «по подсказке следователя» дать «признательные» показания о том, что «Братство» занималось антисоветской пропагандой, а миф о Шамбале был дезинформацией, сфабрикованной для подрыва советского влияния в Азии. По оценке Льва Разгона, следствию понадобилось не более недели, чтобы заставить Бокия оговорить себя и подписать всю «эту гимназическую галиматью», которая по сюжету не отличалась от романов Луи Буссенара.

## Расстрел
Имя Бокия было включено в Сталинский расстрельный список, датированный 1 ноября 1937 года (№ 6, под грифом «Бывшие работники НКВД»), однако И. В. Сталин перед утверждением вычеркнул его фамилию из списка. Повторно Бокий приговорён к расстрелу Сталиным, В. М. Молотовым, Л. М. Кагановичем и К. Е. Ворошиловым 13 ноября 1937 года, когда имя Бокия было включено в Сталинский расстрельный список (№ 6, под грифом «Москва-Центр, бывшие сотрудники НКВД, 1-я категория»). 15 ноября 1937 года заместитель Н. И. Ежова, комиссар государственной безопасности 2-го ранга Л. Н. Бельский подписал постановление «Об окончании следствия», согласно которому все преступления, инкриминируемые Бокию, подлежали решению «Особой тройки НКВД». В тот же день тройка признала Бокия виновным и приговорила его к высшей мере наказания в «особом порядке»; приговор привели в этот же день.
Бокий был расстрелян в один день с рядом известных сотрудников ВЧК — ГПУ — НКВД (И. И. Сосновский, В. А. Стырне, П. Г. Рудь, М. К. Александровский, Р. И. Аустрин, И. М. Блат, Н. М. Райский, А. П. Шийрон и др.). Место захоронения — могила невостребованных прахов № 1 крематория Донского кладбища в Москве. После расстрела документация 9-го отдела ГУГБ НКВД СССР (в том числе наработки из лабораторий) получила грифы более высокой секретности и была отправлена в архивы НКВД, другая часть документов Спецотдела исчезла после смерти Сталина. Не избежал высшей меры наказания ни сам Барченко, расстрелянный 25 апреля 1938 года, ни члены «Единого трудового братства»: К. Ф. Шварц был расстрелян в сентябре 1937 года, И. М. Москвин — 21 ноября 1937 года, В. Н. Королёв — 26 декабря 1937 года, Л. Н. Шишелова-Маркова — 30 декабря 1937 года; подавляющая часть документов Барченко от писем до его монографии, согласно заявлению Центрального архива ФСБ РФ, были уничтожены в 1939 году.
27 июня 1956 года решением ВКВС СССР обвинительный приговор Бокию был отменён, уголовное дело было прекращено за отсутствием состава преступления, а Бокий был посмертно реабилитирован. 20 февраля 1961 года семье Глеба Ивановича Бокия была назначена персональная пенсия.

## Личная жизнь

### Жёны и дети
Первая жена Глеба Бокия — Софья Александровна Доллер (1887—1938), дочь революционеров-народников Александра Ивановича Доллера (1860 — 16 мая 1893) и Софьи Наумовны Шехтер (1856—1920), курсистка, член РКП(б). Глеб и Софья были в браке с июля 1905 года и развелись в 1919 году, позже Софья вышла замуж за ответственного работника ЦК ВКП(б) и КПК, однокурсника Бокия по Горному институту Ивана Москвина. От первого брака у Глеба и Софьи были дочери Елена и Оксана: старшая дочь Елена осталась с отцом, младшую Оксану удочерил Москвин.
Вторично Бокий женился на Добряковой Елене Алексеевне (1909—1956), работавшей также в Спецотделе НКВД. От этого брака родилась в 1936 году дочь Алла. Сын Аллы, Глеб Бокий-младший (1970—1994) был бизнесменом и президентом «Торгово-промышленной группы „БСГ“»; 1 апреля 1994 года погиб в результате вооружённого нападения, совершённого Вадимом Герасимовым и Дмитрием Орловым.
У Бокия также был племянник Георгий (сын его брата Бориса), ставший членом-корреспондентом Академии наук и сотрудником ФИАН: некоторое время после смерти отца Георгий жил у Глеба.

### Судьба членов семьи
Иван Москвин был арестован, осужден по Сталинскому списку приговором ВКВС СССР и расстрелян 27 ноября 1937 года, похоронен в той же «могиле невостребованных прахов» № 1 крематория Донского кладбища, что и сам Бокий. Софья Доллер, занимавшая пост начальника отдела культмедсети «Главзолота» НК тяжёлой промышленности СССР, была арестована 15 июня 1937 года, 28 марта 1938 года внесена в список «Москва-центр» по 1-й категории («за» Сталин, Молотов, Каганович, Жданов, Ворошилов), а 8 апреля 1938 года признана виновной в «участии в контрреволюционной террористической организации и в шпионаже» и в тот же день по приговору ВКВС СССР была расстреляна. Место захоронения — спецобъект НКВД «Коммунарка». Изначально Военная коллегия утверждала, что Софья скончалась в лагерях 12 сентября 1942 года. Реабилитирована посмертно 11 июля 1956 года определением ВКВС СССР.
Оксана была замужем за писателем Львом Разгоном, сотрудником Спецотдела ОГПУ. Обоих репрессировали, обвинив в контрреволюционной деятельности на основании доносов. Оксана получила 8 лет тюрьмы: хотя у неё был диагностирован диабет, её лишили права получать инсулин, вследствие чего в октябре 1938 года она впала в кому и скончалась на пересылке Вогваздино, на пути в коми-пермяцкий ИТЛ. Дочь Оксаны и Льва, Наталья Львовна Разгон (ноябрь 1936 — 24 апреля 2011) после гибели матери и ареста отца была отдана на воспитание бабушке по отцовской линии; проживала в особняке в Замоскворечье, позже встретила освобождённого из лагерей отца. Получила образование лингвиста.
Елена также была репрессирована и получила 8 лет тюрьмы, отбыв наказание в Устьвымлаге и в Башкирии. Согласно письму от Ал. Алтаева к Елене Стасовой от 2 апреля 1956 года, Елена провела 18 лет в ссылке, а после смерти Сталина и своего освобождения работала машинисткой в тресте. Изначально ВКВС СССР сообщил ей, что Глеб Бокий был отправлен в места лишения свободы и умер 24 мая 1941 года, отбывая наказание; в КГБ СССР ей заявили о том, что Бокий скончался 8 сентября 1940 года от паралича сердца. Позже Елена, узнавшая о судьбе отца, добилась полной судебной реабилитации родителей, отчима и сестры (умерла спустя некоторое время после реабилитации всей семьи).

### Отношения с семьёй и коллегами
Глеб был особенно сильно привязан к своей дочери Елене, не расставаясь во время работы: он научил её работать с печатной машинкой, и она фактически стала его помощницей, присутствуя на разборе многих дел в ВЧК. Отчасти необходимость помогать отцу с ранних лет в его профессиональной деятельности привела к тому, что у Елены сложился недоверчивый и замкнутый характер. В то же время, когда Оксана тяжело болела (у неё был диагностирован диабет), Елена ухаживала за ней. По словам Маргариты Ямщиковой (Ал. Алтаев), Глеб Бокий также очень тепло относился к Феликсу Дзержинскому как соратнику по революционной борьбе и очень тяжело переживал его смерть, не скрывая слёз: одна из дочерей Глеба рассказывала, что точно так же он реагировал и на смерть Владимира Ленина. Бокий также отличался обаянием и даже дружил с известным певцом Фёдором Шаляпиным, храня дома все пластинки Шаляпина: тот достаточно лестно высказывался о Бокии.
Для Глеба Бокия был характерен достаточно скромный образ жизни, навеянный романом «Робинзон Крузо». По словам Ал. Алтаева, в студенческие годы и в зрелом возрасте Бокий носил старую шинель, мягкие рубашки и блузы. Зимой и летом он ходил «в плаще и мятой фуражке», а на своём открытом «паккарде» никогда не натягивал верх. В его рабочем кабинете был стол с сапожными инструментами (Бокий умел ремонтировать обувь). Сам Глеб никогда никому не пожимал руки и всегда отказывался от привилегий типа дачи или курортов, проживая в небольшой трёхкомнатной квартире с семьёй; с группой сотрудников он арендовал дачу под Москвой в Кучино, а на лето снимал у некоего турка дом в деревне Махинджаури недалеко от Батуми. В то же время он не вёл аскетической жизни: в шумных застольях не участвовал, но прислушивался к ним и никого не стеснял. По свидетельствам Ал. Алтаева и Е. Д. Стасовой, Бокий выступал против культивировавшихся фактов личной преданности, подобострастности и угодничества начальству.
Бокий характеризовался многими как находчивый и остроумный человек, умевший отвечать на каверзные вопросы и сам умевший разыгрывать коллег. Он рассказывал, что летом 1922 года поспорил с Максимом Литвиновым на бутылку французского коньяка, что сможет выкрасть из сейфа в Наркомате иностранных дел документы, и сделал это, несмотря на присутствие часового: Литвинов эту шутку не оценил и пожаловался Ленину на выходку Бокия. В другом случае Генрих Ягода, отдыхавший с женой сына Максима Горького на теплоходе, стал отправлять шифровки с просьбой прислать «ещё ящик водки»: Бокий, расшифровавший сообщения и установивший местонахождение передатчика, шутки ради перенаправил все шифровки в Особый отдел, и его сотрудники позже добрались до теплохода, затребовав от Ягоды объяснений (по мнению Вадима Лебедева, это могло произойти не раньше августа 1925 года, а Бокий таким образом высказал недовольство отменой экспедиции в Тибет).
Лев Троцкий вызывал у Бокия особую неприязнь и ненависть: Глеб утверждал, что «уехать в чужую страну и поносить там свою […] могут делать только подлецы». В то же время отношения Бокия со Сталиным были крайне напряжёнными, несмотря на давнее знакомство: уже с середины 1920-х годов Бокий стал занимать антисталинскую позицию.

## Образ Глеба Бокия в искусстве

### Кинематограф
- В художественном фильме 1975 года «Бриллианты для диктатуры пролетариата» роль Глеба Бокия сыграл актёр Сергей Жирнов[142][151].
- В телесериале 2009 года «Исаев» роль Бокия исполнил Александр Мезенцев[152].
- В сериале 2010 года «Энигма» роль исполнил Антон Голышев[153].
- В телесериале 2017 года «Охота на дьявола» роль исполнил Евгений Стычкин[154].